# 大石头巷吴宅
大石头巷吴宅位于中国江苏省苏州市姑苏区乐桥之南大石头巷西段南侧的35、36、37号，后门通仓米巷，清代古建筑，现为江苏省文物保护单位。

## 历史
相传此处为清乾隆年间《浮生六记》作者沈复的故居。民国29年（1940）由沈延令售与沪商吴南浦。其孙辈吴瑞华仍住在吴宅第三进，其余大部分已沦为大杂院。

## 建筑
吴宅共有三路五进72间，占地3400平方米，建筑面积2590平方米。中路有轿厅、大厅、楼厅等，大门不设门厅，而于牌楼门后筑半亭，东西设廊，折南达轿厅。第四、五进坐北朝南，从后门出入。第四进为平屋五间。第五进为楼房五间。宅中原有“树德堂”“宾香阁”“一枝香轩”“鹤胫轩”“荷花厅”等房间。
宅内现存两座乾隆年间的砖雕门楼，极为精美，分别在大厅前和楼厅前，大厅前为“舍龢履中”砖雕门楼，刻有精美的花纹。堂楼前的“麐翔凤游”砖雕门楼，又名“四时读书乐门楼”。上枋镂雕福禄寿三星等神仙及猴、鹿等动物。下枋镂雕四组精妙形象的人物画，描绘书生四时读书场景，分别题刻元代翁森《四时读书乐》诗句：“绿满窗前草不除”（《春时读书乐》 ）、“瑶琴一曲来薰风”（《夏时读书乐》 ）、“起弄明月霜天高”（《秋时读书乐》 ）、 “数点梅花天地心”（《冬时读书乐》）。

## 保护
1963年门楼列为苏州市文物保护单位。1982年，大石头巷吴宅列入苏州市文物保护单位。2006年6月5日公布为江苏省文物保护单位，编号588。大部分散为民居。
门厅：前石库门，后歇山半亭。